# Esteve Fàbregas i Barri
Esteve Fàbregas i Barri (Lloret de Mar, La Selva, 1910 — Lloret de Mar, La Selva, 16 d'agost de 1999) fou un escriptor autodidacta i historiador local.
Autor d'assaigs i reportatges de tema local i mariner i una biografia del pintor Togores. Va impulsar la creació d'un arxiu històric, la recuperació del passat navilier, mariner i colonial de Lloret. Va col·laborar esporàdicament a les publicacions El Matí (1931-34), La Vanguardia (1965-1984) i El Noticiero Universal (1963-65). El 1996 va rebre la Creu de Sant Jordi. Va ser un dels col·laboradors habituals de Lloret Gaceta.

## Obres
- La filla del senyor Francesc (1933), presentat als Jocs Florals de Barcelona, 1r accèssit al premi de la Copa Artística
- El germà d'en Romà Singlon (1934), presentat als Jocs Florals de Barcelona[2]
- La rondalla d'"El Germà" (1936), presentat als Jocs Florals de Barcelona, 1r accèssit al premi de la Copa Artística
- Lloret de Mar (1959)
- Dos segles de marina catalana (1961)
- Vint anys de turisme a la Costa Brava (1970)
- Josep de Togores (1970)
- Monòlegs amb Esteve Fàbregas i Barri (1989)
- Alba de prima (1977)
- La serp es mossega la cua (1978)
- Boira il·luminada (1980)
- Un ciri a la processó (1985)
- La cultura tradicional i el parlar de Lloret (amb Carme Rebollo Tibau, 1989)
- El ballet clàssic català (1984)
- Diccionari de veus populars i marineres (1985)